# Martin Rettl
Martin Rettl (Innsbruck, 25 de noviembre de 1973) es un deportista austríaco que compitió en skeleton. 
Participó en los Juegos Olímpicos de Salt Lake City 2002, obteniendo la medalla de plata en la prueba masculina individual. Ganó una medalla de oro en el Campeonato Mundial de Skeleton de 2001.

## Palmarés internacional
| Juegos Olímpicos   | Juegos Olímpicos                | Juegos Olímpicos | Juegos Olímpicos |
| Año                | Lugar                           | Medalla          | Prueba           |
| ------------------ | ------------------------------- | ---------------- | ---------------- |
| 2002               | Salt Lake City (Estados Unidos) | Medalla de plata | Individual       |
| Campeonato Mundial |                                 |                  |                  |
| Año                | Lugar                           | Medalla          | Prueba           |
| 2001               | Calgary (Canadá)                | Medalla de oro   | Individual       |